# Emmelia van Caesarea
Emmelia van Caesarea (rond 313 - Caesarea, 30 mei 375), ook bekend als Emelie, was een christelijke edelvrouw uit Cappadocië. Ze wordt vereerd als heilige en was de moeder van meerdere andere heiligen. 
Ze werd geboren rond 313, in de tijd dat het christendom net werd gelegaliseerd in het Romeinse Rijk. Ze trouwde met Basilides en samen kregen ze negen of tien kinderen, waarvan vijf worden vereerd als heilige:
- Basilius de Grote – bisschop van Caesarea en een van de grote kerkvaders
- Gregorius van Nyssa – bisschop en invloedrijke theoloog
- Petrus van Sebaste – bisschop en monnik
- Macrina de Jongere – moniale en mystica, bekend om haar spirituele wijsheid
- Naucratius

Emelia voedde haar kinderen op in een diep christelijke omgeving, met nadruk op gebed, studie en deugdzaamheid. Na de dood van haar echtgenoot trok ze zich samen met haar dochter Macrina terug in een kloosterachtige gemeenschap, waar ze een leven van gebed en soberheid leidde. Ze overleed in 375 in Cappadocië. 

## Overlijden en verering
Ze wordt in zowel de Rooms-Katholieke Kerk en Oosters-orthodoxe kerken vereerd en haar feestdag wordt gevierd op 30 mei.
Ze wordt vaak herinnerd als de moeder van heiligen, een vrouw die met haar opvoeding en toewijding een grote invloed had op het christendom. Haar kinderen beschouwden haar als een voorbeeld van christelijke moederschap en heiligheid. 
- Virtual International Authority File: 3161209231039862932